# Ербах (Хунсрик)
Ербах (њем. Erbach) општина је у њемачкој савезној држави Рајна-Палатинат. Једно је од 134 општинска средишта округа Рајн-Хунсрик. Према процјени из 2010. у општини је живјело 239 становника. Посједује регионалну шифру (AGS) 7140037.

## Географски и демографски подаци
Ербах се налази у савезној држави Рајна-Палатинат у округу Рајн-Хунсрик. Општина се налази на надморској висини од 410 метара. Површина општине износи 2,0 km². У самом мјесту је, према процјени из 2010. године, живјело 239 становника. Просјечна густина становништва износи 121 становника/km².